# Lijst van rivieren in Argentinië

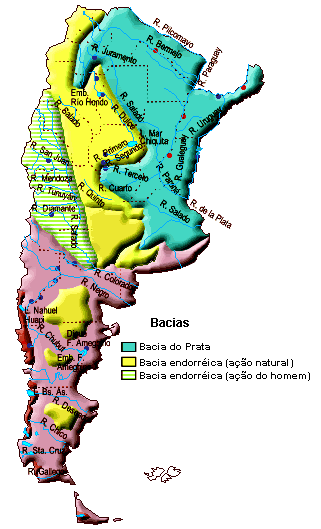
Kaart met belangrijkste stroomgebieden

De lijst van rivieren in Argentinië bevat een overzicht van alle rivieren en zijrivieren in Argentinië.

## Langste rivieren
| Naam                          | Lengte (km) | Debiet (m³/s) |
| ----------------------------- | ----------- | ------------- |
| Paraná                        | 4.880       | 16.806        |
| Uruguay                       | 1.100       | 5.026         |
| Río Negro                     | 635         | 865           |
| Bermejo                       | 1.000       | 339           |
| Salado del Norte              | 2.011       | 170           |
| Pilcomayo                     | 850         | 152           |
| Colorado                      | 860         | 134           |
| Salado del Sur (Buenos Aires) | 700         | 88            |
| San Juan                      | 500         | 56            |
| Mendoza                       | 400         | 50            |
| Chubut                        | 810         | 48            |
| Desaguadero                   | 1,200       | 14            |
| Deseado                       | 615         | 5             |

## Stroomgebieden
Deze lijst bevat alle stroomgebieden. Rivieren die ook in de lijst hierboven vernoemd zijn, staan in het vet.

### Bekken van La Plata
- Río de la Plata
  - Uruguay
    - Gualeguaychú
    - Mocoretá
    - Miriñay
    - Aguapey
    - Pepiri-Guazu

  - Paraná
    - Arrecifes
    - Gualeguay
    - Nogoya
    - Arroyo del Medio
    - Saladillo
    - Ludueña
    - Carcarañá
      - Tercero (Calamuchita)

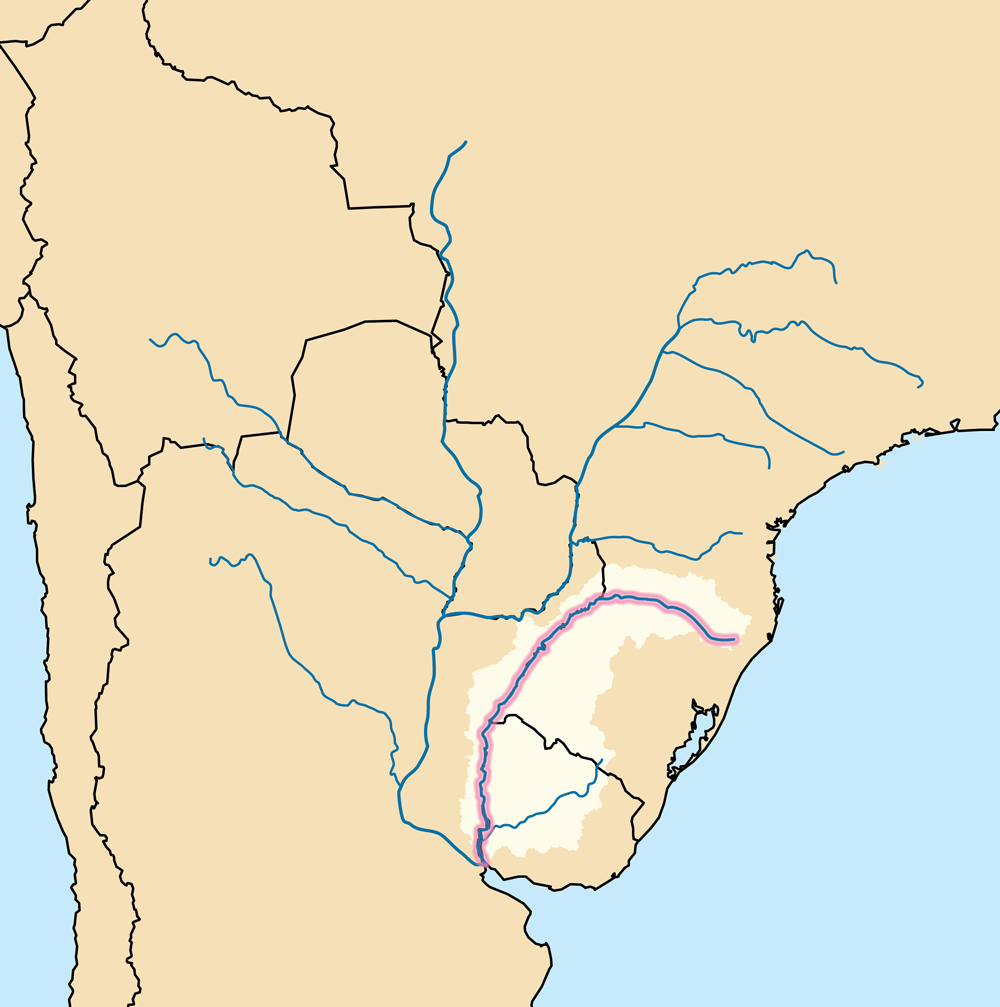
Stroomgebied van de Uruguay

      - Cuarto (Saladillo, Chocancharava)

    - Salado (Salado del Norte, Juramento, Pasaje, Calchaquí)
      - Horcones
        - Urueña

      - Arenales
      - Rosario
      - Guasamayo

    - San Javier
    - Feliciano
    - Guayquiraró
    - Corriente
    - Paraná Miní
      - Tapenagá
      - Palometa

    - Santa Lucía
    - Río Negro
    - Guaycurú
    - Paraguay
      - Río de Oro
      - Bermejo (Teuco)
        - Bermejito
          - Dorado

        - Teuquito
        - Seco
        - San Francisco
          - Río Grande
          - Mojotoro (Lavayén)

        - Pescado
          - Iruya

        - Río Grande de Tarija
          - Itaú

        - Lipeo

      - Pilcomayo
        - Río Pilaya (Bolivia)
          - Río San Juan del Oro (Bolivia)
            - Río Grande de San Juan

    - Iguazu
      - San Antonio

  - Luján
    - Reconquista

  - Matanza (Riachuelo)
- Baai van Samborombón
  - Samborombón
  - Salado del Sur

### Atlantische Oceaan–Patagonië
- Quequén Grande
- Sauce Grande
- Naposta
- Sauce Chico
- Colorado
  - Desaguadero (Salado, Bermejo, Vinchina)
    - Atuel
    - Diamante
    - Tunuyán
    - San Juan
      - Mendoza
        - Tupungato

      - Castaño Viejo
      - Calingasta
      - Río de los Patos
        - Río Blanco

    - Jáchal
      - Río Blanco

    - Huaco

  - Barrancas
  - Río Grande
- Río Negro
  - Neuquén
    - Agrio

  - Limay
    - Collón Curá
      - Aluminé
      - Chimehuin

    - Traful
- Chubut
  - Chico (rivier in Chubut)
    - Senguerr
      - Mayo
        - Guenguel

  - Tecka
  - Chico del Norte
- Deseado
  - Río Pinturas
  - Fénix Grande
- Santa Cruz
  - Chico (rivier in Santa Cruz)
    - Chalía (Shehuen)
    - Belgrano

  - La Leona
- Coig (Coyle)
  - Pelque
- Gallegos
  - Chico del Sur
- Río Grande
- Fuego

### Gesloten bekken
- Carapari
  - Itiyuro
- Tartagal
- Salado (Colorado)
  - Belén
  - Río Abaucán
- Mar Chiquita (Córdoba)
  - Dulce
    - Saladillo
    - Salí

  - Primero (Suquía)
    - Cosquín

  - Segundo (Xanaes)
- Cruz del Eje
- Conlara
- Quinto (Popopis)
- Malargüe

### Stille Oceaan
- Río Valdivia (Chili)
  - Río Enco (Chili)
    - Río Llanquihue (Chili)
      - Río Fuy (Chili)
        - Hua Hum
- Puelo
  - Manso
  - Río Azul
- Río Yelcho (Chili)
  - Futaleufú
- Palena (Carrenleufú, Corcovado)
- Pico
- Río Aisén (Chili)
  - Simpson
- Río Pascua (Chili)
  - Mayer
- Río Serrano (Chili)
  - Vizcachas
- Turbio

## Alfabetisch
- Río Abaucán
- Agrio
- Aguapey
- Aluminé
- Arenales
- Arrecifes
- Atuel
- Río Azul
- Barrancas
- Belén
- Belgrano
- Bermejo (Teuco)
- Bermejito
- Río Blanco
- Río Blanco
- Calingasta
- Carapari
- Carcarañá
- Castaño Viejo
- Chalía (Shehuen)
- Chico (rivier in Chubut)
- Chico del Norte
- Chico (rivier in Santa Cruz)
- Chico del Sur
- Chimehuin
- Chubut
- Coig (Coyle)
- Collón Curá
- Colorado
- Conlara
- Corriente
- Cosquín
- Cruz del Eje
- Cuarto (Saladillo, Chocancharava)
- Desaguadero (Salado, Bermejo, Vinchina)
- Deseado
- Diamante
- Dorado
- Dulce
- Feliciano
- Fénix Grande
- Fuego
- Futaleufú
- Gallegos
- Río Grande
- Río Grande
- Río Grande
- Río Grande de San Juan
- Río Grande de Tarija
- Gualeguay
- Gualeguaychú
- Guasamayo
- Guaycurú
- Guayquiraró
- Guenguel
- Horcones
- Huaco
- Hua Hum
- Iguazu
- Iruya
- Itaú
- Itiyuro
- Jáchal
- La Leona
- Limay
- Lipeo
- Ludueña

- Luján
- Malargüe
- Manso
- Matanza (Riachuelo)
- Mayer
- Mayo
- Mendoza
- Arroyo del Medio
- Miriñay
- Mocoretá
- Mojotoro (Lavayén)
- Naposta
- Río Negro
- Río Negro
- Neuquén
- Nogoya
- Palena (Carrenleufú, Corcovado)
- Palometa
- Paraguay
- Paraná
- Paraná Miní
- Pelque
- Pepiri-Guazu
- Pescado
- Pico
- Pilcomayo
- Río Pinturas
- Primero (Suquía)
- Puelo
- Quequén Grande
- Quinto (Popopis)
- Reconquista
- Río de la Plata
- Río de los Patos
- Río de Oro
- Rosario
- Saladillo
- Saladillo
- Salado (Salado del Norte, Juramento, Pasaje, Calchaquí)
- Salado del Sur
- Salado (Colorado)
- Salí
- Samborombón
- San Antonio
- San Francisco
- San Javier
- San Juan
- Santa Cruz
- Santa Lucía
- Sauce Chico
- Sauce Grande
- Seco
- Segundo (Xanaes)
- Senguerr
- Simpson
- Tapenagá
- Tartagal
- Tecka
- Tercero (Calamuchita)
- Teuquito
- Traful
- Tunuyán
- Tupungato
- Turbio
- Urueña
- Uruguay
- Vizcachas